# Кременари (Валча)
Кременари (рум. Cremenari) насеље је у Румунији у округу Валча у општини Галича. Oпштина се налази на надморској висини од 296 m.

## Становништво
Према подацима из 2002. године у насељу је живело 461 становника, од којих су сви румунске националности.